# Globba yeatsiana
Globba yeatsiana är en enhjärtbladig växtart som beskrevs av William Grant Craib. Globba yeatsiana ingår i släktet Globba och familjen Zingiberaceae.
Artens utbredningsområde är Thailand. Inga underarter finns listade i Catalogue of Life.